# Франсеск Хав'єр Бульто Маркес
Франсеск Хав'єр Бульто Маркес (нар. 17 травня 1912, Барселона - 3 серпня 1998), відомий як Пако Бульто — каталонський бізнесмен, засновник Montesa Honda (разом з Пітером Перманьером) і Bultaco. Він народився в сім'ї каталонської буржуазії, яка займалася, в основному, текстилем. Він відомий як мотоциклетний інженер і конструктор
.
Його компанія зробила легкі велосипеди з двотактними двигунами, які перевершили важкі англійські велосипеди з чотиритактними двигунами. Бульті придумав свій знаменитий девіз «ринок йде за картатим прапором» і покинув компанію. Разом з деякими колишніми співробітниками він почав своє власне підприємство під назвою Bultaco. Перша модель, Bultaco Tralla 101, прийшла на ринок в 1959 році. Мотоцикли були виготовлені на сімейній фермі Бульті, і його діти успішно працювали тест-драйверами для всіх прототипів.

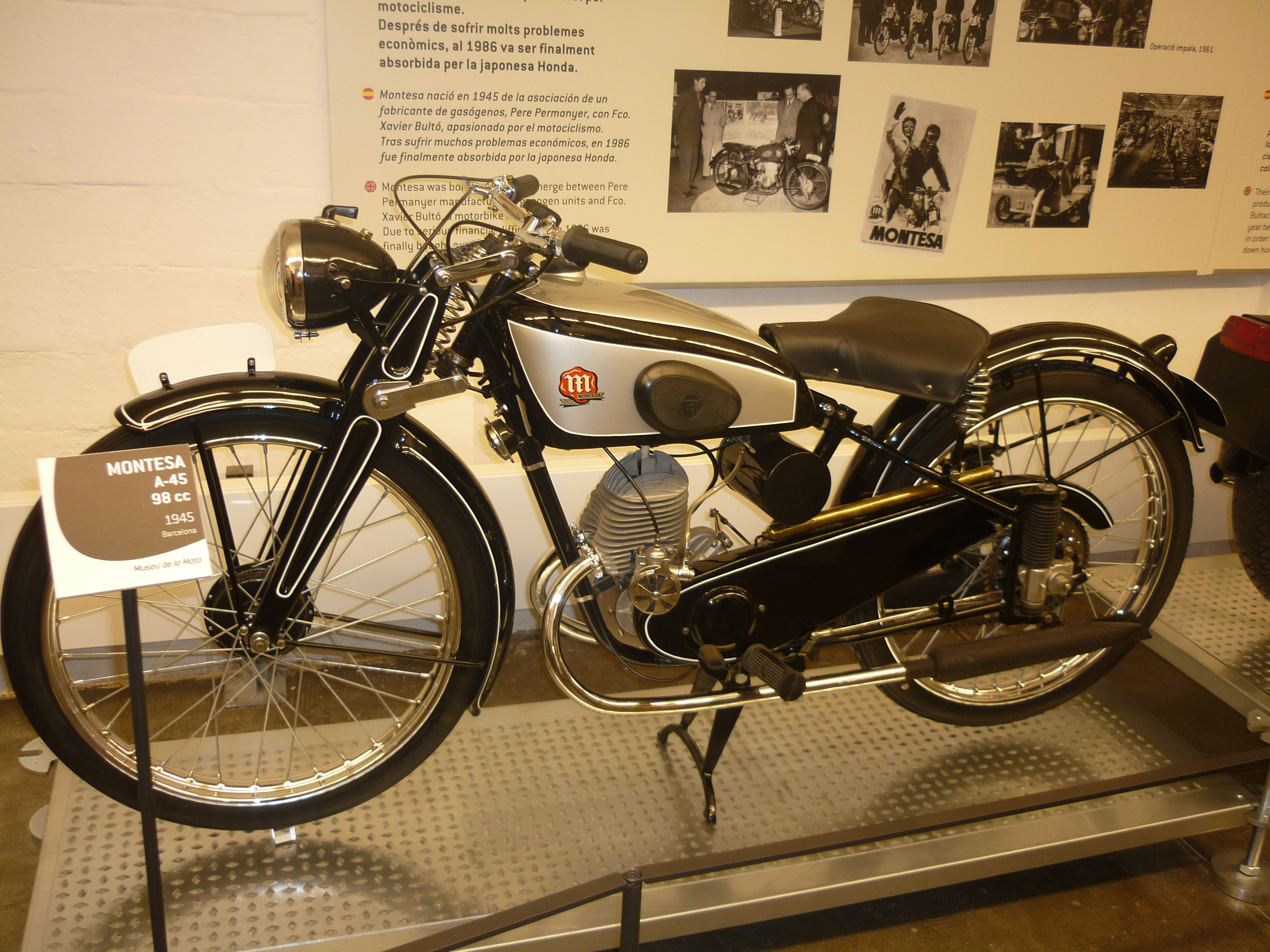
Montesa A-45 98cc (1945)
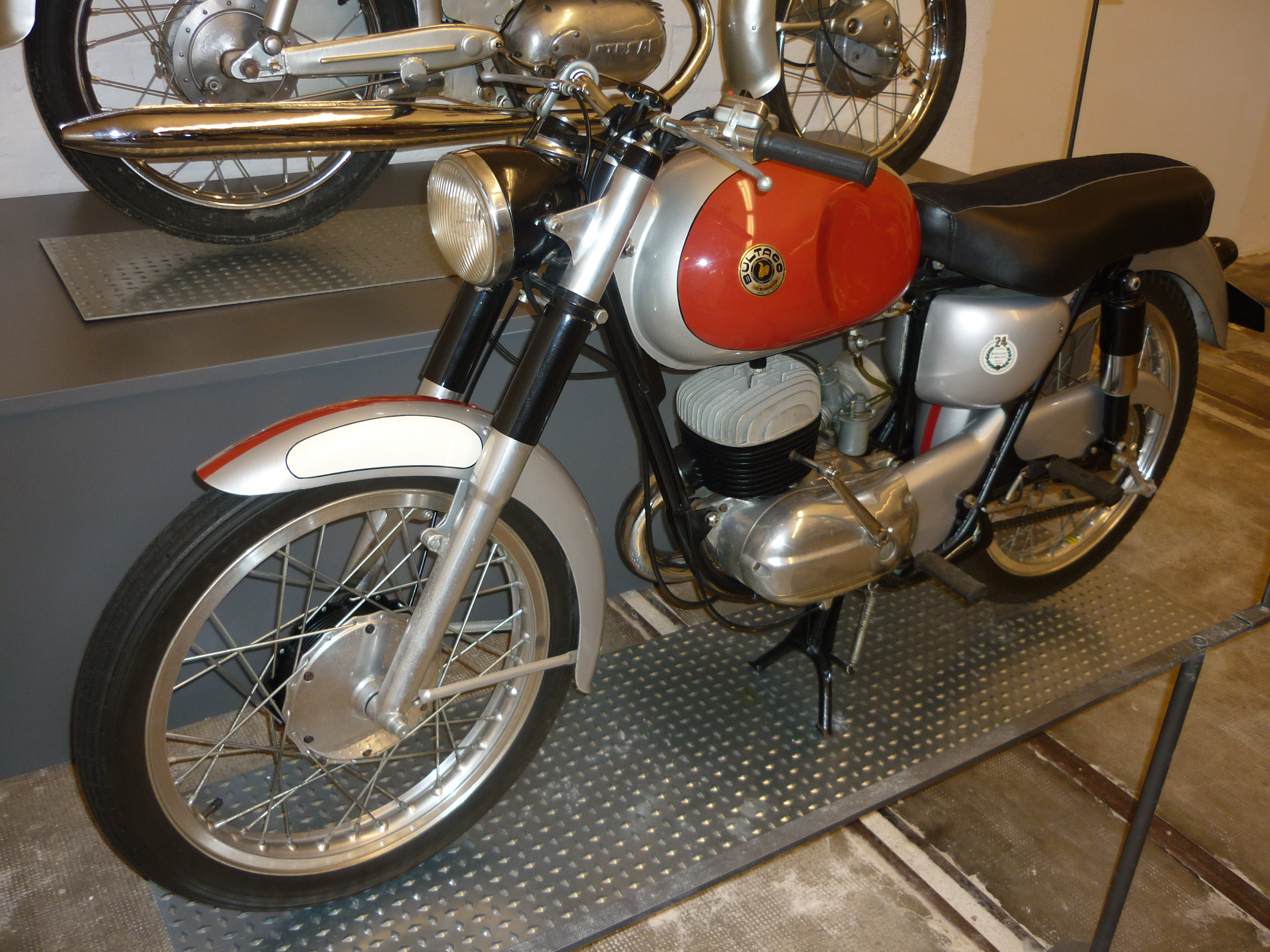
Bultaco Tralla 101 125cc  (1959)